# Acacia tomentosa
Acacia tomentosa är en ärtväxtart som beskrevs av Carl Ludwig von Willdenow. Acacia tomentosa ingår i släktet akacior, och familjen ärtväxter. Inga underarter finns listade i Catalogue of Life.

## Bildgalleri

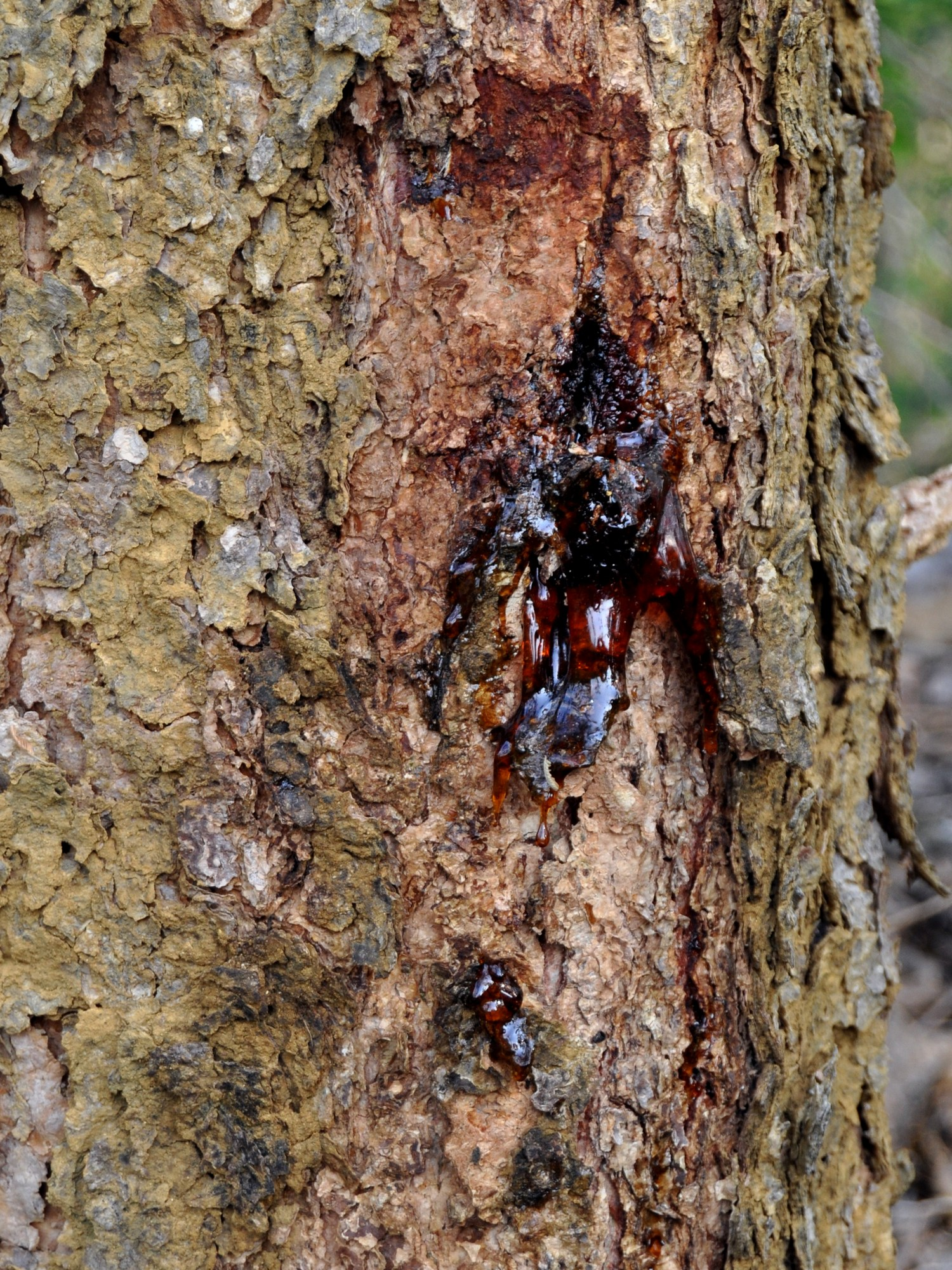
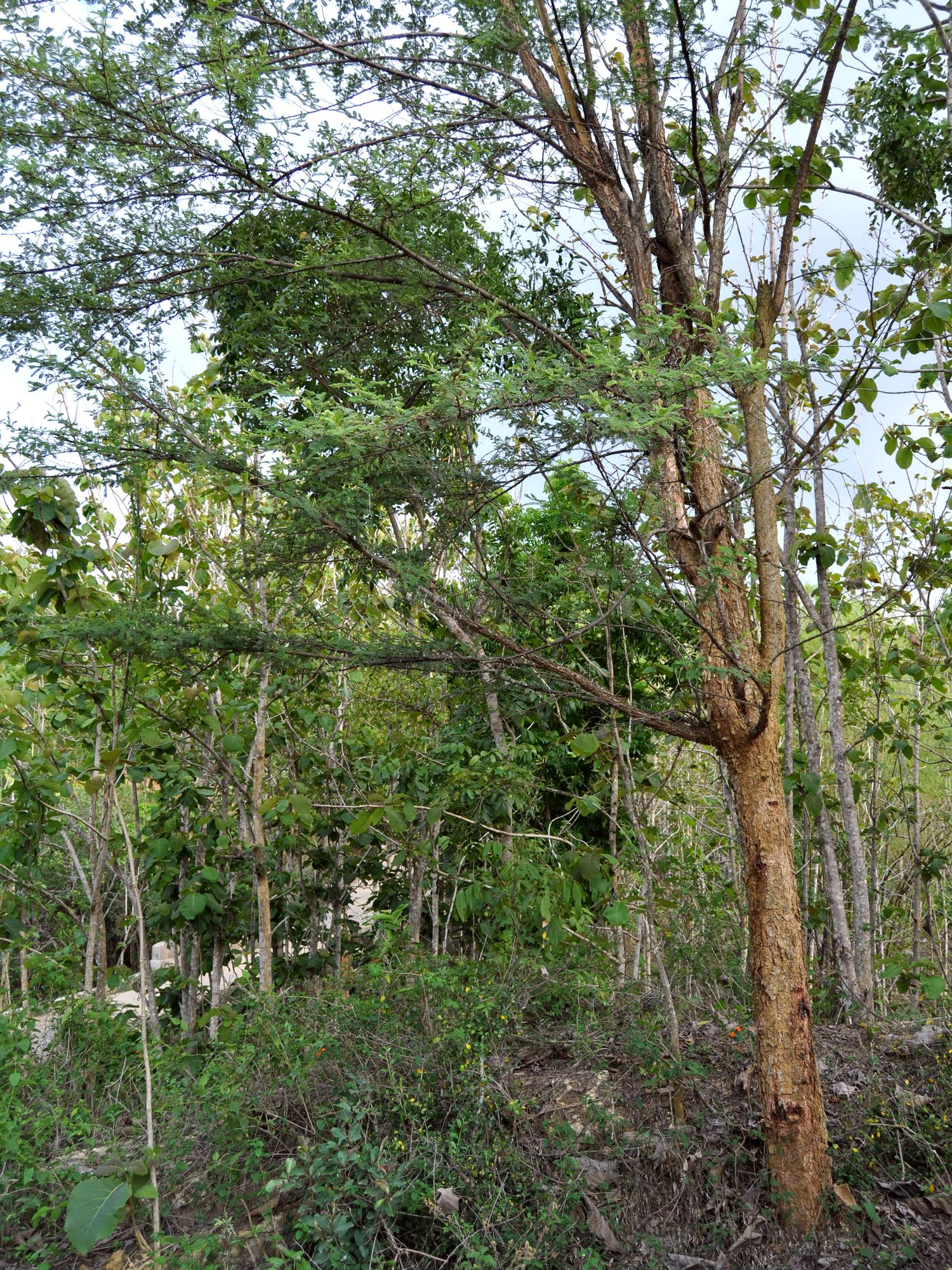
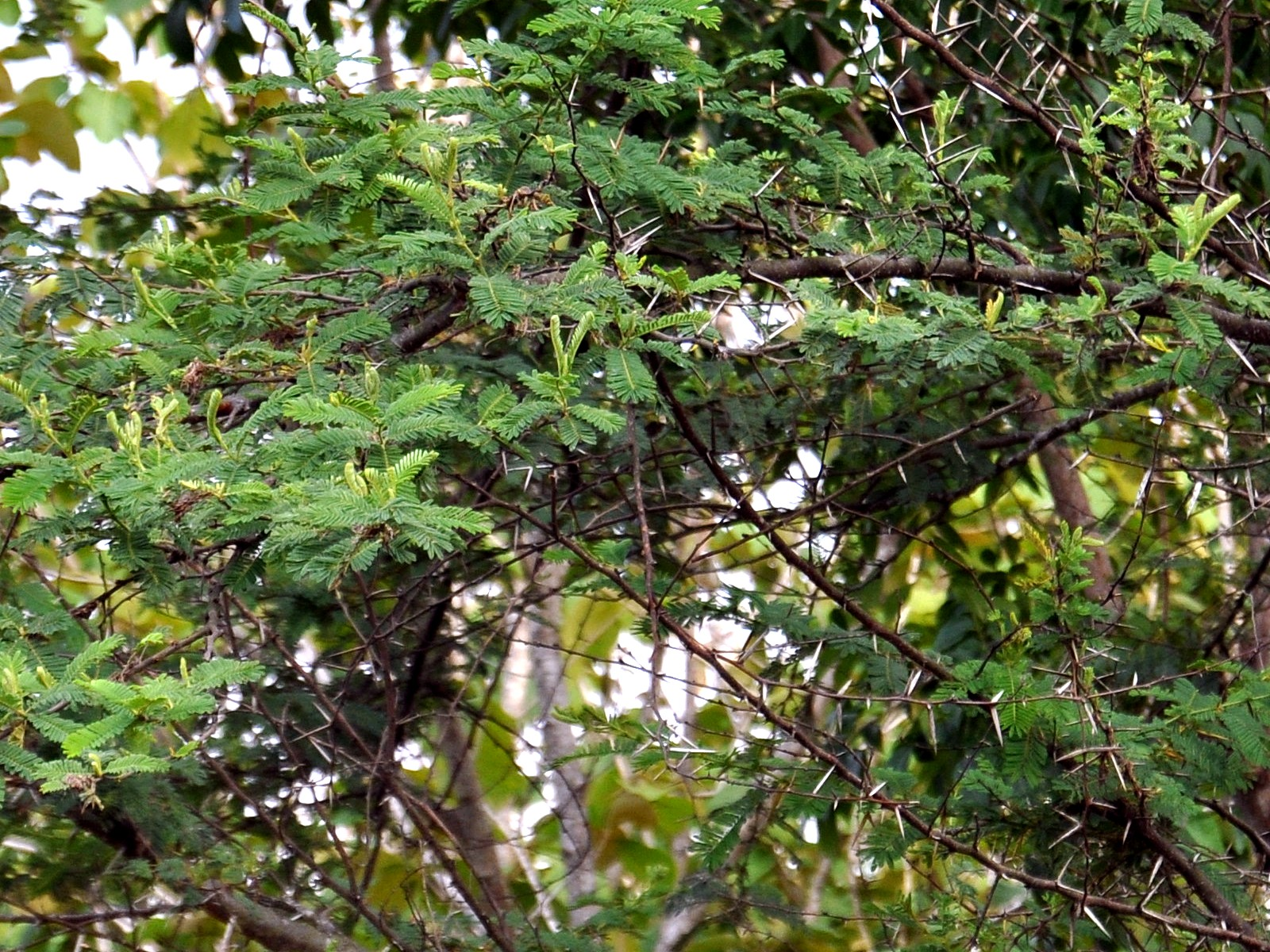